# Palazzo Campofranco
Palazzo Lucchesi Palli di Campofranco si trova a Palermo, in piazza Croce dei Vespri 8.
Risultato dall'assemblaggio di edifici minori, fu edificato su commissione del principe Antonio Lucchesi Palli di Campofranco, luogotenente generale del Regno, che nel 1835 incaricò l'architetto Emmanuele Palazzotto di progettare il prospetto unitario, ispirato al quattrocentesco palazzo Abatellis. Questo è oggi un interessante esempio di architettura neogotica in Italia.